# J.A. Eklund

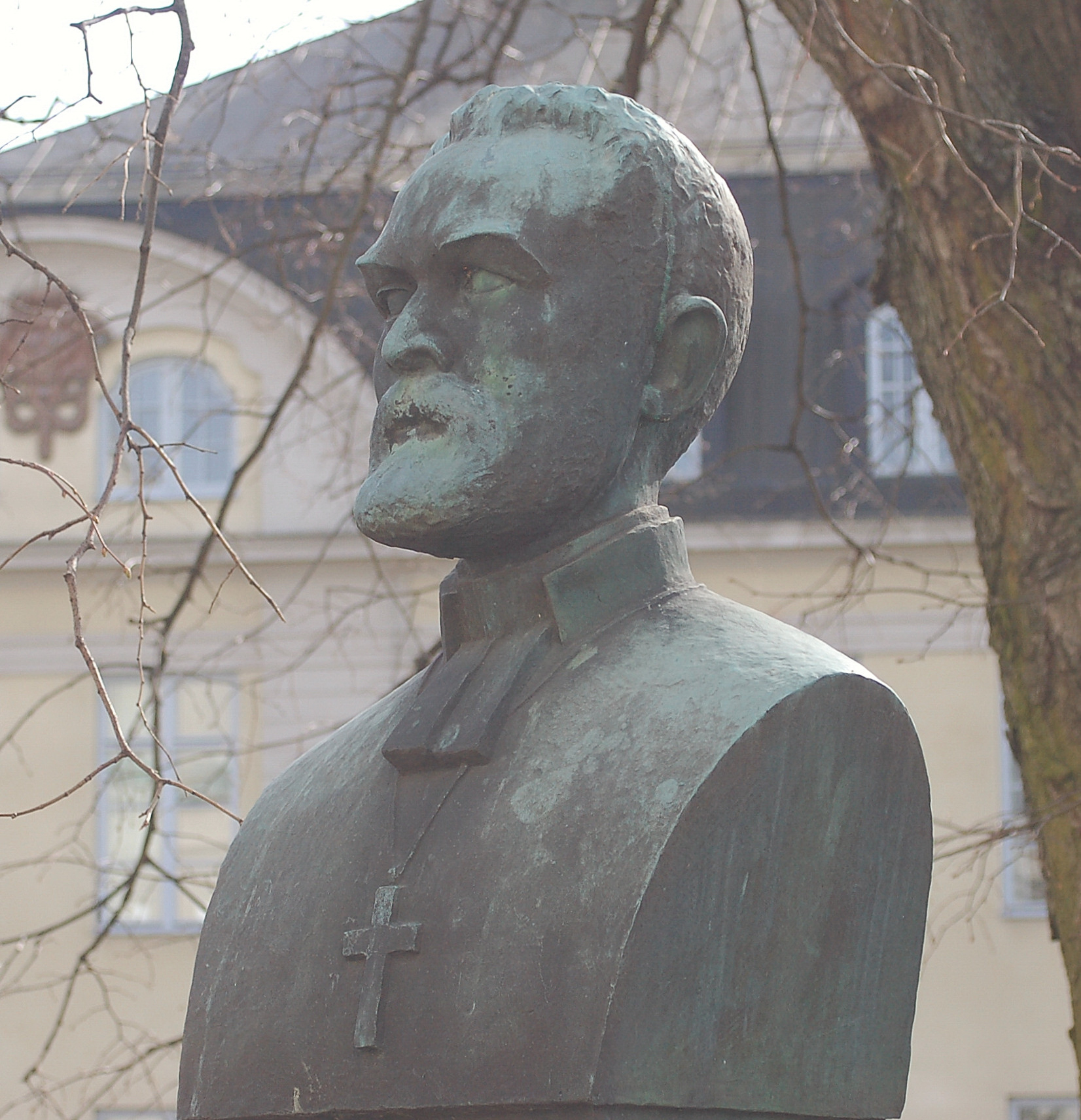
Byst av J.A. Eklund utanför Karlstads domkyrka.

Johan Alfred Eklund – själv skrev han sig alltid J. A. Eklund och så är han känd – född 7 januari 1863 i Halvås i Ryda församling i Skaraborgs län, död 23 augusti 1945 i Brunskogs församling i Värmlands län, var en svensk biskop och psalmförfattare.

## Biografi
Eklund var lektor i Göteborg 1889–1892, och prästvigdes i Skara 1892. Han var därefter komminister i Västra Tunhems församling 1892–1894, vicepastor i Uppsala domkyrkoförsamling  1896–1902, blev docent i apologetik vid  Uppsala universitet 1896 och var tillförordnad professor i teologiska prenotioner och teologisk encyklopedi från 1899. År 1902 blev han domprost i Kalmar stift och 1907 biskop i Karlstads stift. Han blev emeritus 1938.
Genom kunglig utnämning blev han teologie doktor vid Uppsala universitet 1907. Han är en av de ledande gestalterna i Ungkyrkorörelsen. Han var aktiv i Svenska kyrkans förnyelse av psalmboken under det tidiga 1900-talet och är en av personerna bakom 1937 års psalmbok och gav i arbetet med detta bland annat ut ett eget psalmboksförslag 1934. Han finns rikligt representerad i psalmbokstillägget Nya psalmer 1921.
Han finns representerad i  1986 års psalmbok med sex originaltexter (nr 53, 72, 257, 283, 286 och 580) och 17 översatta/bearbetade texter (nr 3, 24, 69, 191, 198, 203, 277, 321, 340, 439, 448, 452, 456, 495, 502, 551 och 553).
J.A. Eklund är gravsatt på Uppsala gamla kyrkogård.

### Familj
Eklund var son till en skräddare. Han var gift med Maria Petander, dotter till en skräddarmästare, syster till David och Karl Petander, samt far till Harald Eklund.

## Psalmer i 1921 års tillägg
- Ensam lämnad här i världen, nr 630
- Fram skrider året i sin gång, nr 645
- Från Gud vill jag ej vika, nr 588
- Fädernas kyrka i Sveriges land, nr 533
- Glad jag städse vill bekänna, nr 557
- Gud gav i skaparorden, nr 614
- Herrens röst i Sion ljuder, nr 566
- Herrens stad har fasta grunder, nr 536
- Jag höja vill till Gud min sång, nr 513
- Jag nu den säkra grunden vunnit, nr 583
- Jag och mitt hus för dig, o Gud, nr 615
- Jag ville lova och prisa, nr 596
- Ju större kors, dess närmre himmel, nr 599
- Kom, Helge Ande, med ditt ljus, nr 530
- Likt vårdagssol i morgonglöd, nr 642
- Med tacksam röst och tacksam själ, nr 627
- Mitt kall för världen ringa är, nr 613
- Nu dagens sol i glans och prakt, nr 649
- När ingen dager ögat skådar, nr 597
- När till Jordan vår Herre drog, nr 554
- O Herre Gud barmhärtig var, nr 579
- O huvud, blodigt, sårat, nr 520
- Om Jesus med i skeppet är, nr 640
- Oss himmelens Gud vill vara när, nr 633
- Pris vare Gud! Allena han, nr 591
- Salig är den stilla stunden, nr 559
- Snart sista stunden kommen är, nr 659
- Så tag nu mina händer, nr 593
- Trogen var och stadigt lita, nr 611
- Vattuströmmar skola flyta, nr 548
- Vida kring jorden, nr 551
- Vår Skapare, all världens Gud, nr 610
- Välsignat är det hem förvisst, nr 616
- Är Gud i himlen för mig, nr 595
- Är än min röst som änglars tunga, nr 609

## Psalmer
- Den dag du gav oss, Gud, är gången (Herren Lever 1977 nr 885, 1986 nr 191) översatte 1912 John Ellerton's text från 1870.
- Det dukas i himlarnas rike ett bord (1986 nr 321) översatt 1910
- Det går ett tyst och tåligt lamm (1986 nr 439) bearbetad 1910
- Du sanna vinträd, Jesus kär (1986 nr 72) skriven 1911
- Fram skrider året i sin gång (1986 nr 203) bearbetat tidigare översättning 1911 Finns på Wikisource.
- Från Gud vill jag ej vika (1986 nr 551) bearbetad 1911 Finns på Wikisource.
- Fädernas kyrka (1937 nr 169) skriven 1909
- Glad jag städse vill bekänna (1986 nr 69) översatt 1910
- Gud gav i skaparorden (1986 nr 580) skriven 1910
- Guds väg i dunkel ofta går (1986 nr 340) översatt 1934
- Helig, helig, helig (1986 nr 3) översatt 1934
- Herrens röst i Sion ljuder (1937 nr 236) skriven 1910
- Herrens stad har fasta grunder (1937 nr 244) bearbetad 1910
- Höga kors, du enda ädla (1986 nr 456) översatt okänt årtal
- I dödens bojor Kristus låg (1986 nr 467) bearbetat 1902 Finns på Wikisource.
- I öster stiger solen opp (1986 nr 495) översatt 1912
- Jag höja vill till Gud min sång (1986 nr 424) bearbetad enligt uppgifter 1921 och 1937 men ströks som sådan 1986
- Jag nu den säkra grunden vunnit (1986 nr 245) bearbetad 1911 men omnämns inte längre i psalmboken
- Jag och mitt hus för dig, o Gud (1937 nr 481) översatt/bearbetad 1909 och 1914
- Jag ville lova och prisa (1937 nr 359) översatt 1911
- Ju större kors, dess närmre himmel (1921 nr 599, återställd till Ju större kors, ju bättre kristen 1937 nr 364) bearbetad inför 1921 men återställd och Eklunds insats borttagen Finns på Wikisource.
- Kom, Helge Ande, med ditt ljus (1937 nr 166) bearbetad 1914
- Kom helige Ande från höjden (1986 nr 286) skriven 1934
- Likt vårdagssol i morgonglöd (1986 nr 198) översatt 1909
- Livets Ande, kom från ovan (1986 nr 53) skriven 1934
- Lyssna, hör, du höga himmel (1986 nr 448) översatt 1909
- Med Jesus fram i de bästa åren (1986 nr 283) skriven 1909
- Med tacksam röst och tacksam själ (Herren Lever 1977 nr 807, 1986 nr 24) översatte 1911 Paul Gerhardts text från 1653.
- Mitt kall för världen ringa är, översatt okänt årtal
- Nu dagens sol i glans och prakt (1937 nr 446) översatt 1911
- När ingen ljusning alls jag finner (1937 nr 378, omarbetad till 1986 nr 270) översatt 1911
- När till Jordan vår Herre drog (1921 nr 554) översatt okänt årtal
- O Gud, vår Skapare, vars råd (Den svenska tidegärden, Kyrkans dagliga bön), översatt okänt årtal
- O Herre Gud barmhärtig var (1921 nr 579, 1937 nr 270) bearbetad 1911 Finns på Wikisource.
- O huvud, blodigt, sårat bearbetad enligt Nya psalmer 1921 men ströks i senare versioner av psalmböcker Finns på Wikisource.
- O Jesus kär, vad har väl du förbrutit (1986 nr 452) översatt 1910
- Om Jesus med i skeppet är (1921 nr 640)
- Oss himmelens Gud vill vara när (1937 nr 491) bearbetad 1909
- Pris vare Gud! Allena han (1986 nr 257) skriven 1914
- Salig är den stilla stunden (1937 nr 215, omarbetad till Salig, Jesus, är den stunden 1986 nr 407) översatt 1909
- Snart sista stunden kommen är (1921 nr 659) översatt eller bearbetad okänt årtal
- Så tag nu mina händer (1986 nr 277) översatt 1917
- Trogen var och stadigt lita (1921 nr 611) översatt okänt årtal
- Vattuströmmar skola flyta (1937 nr 253) bearbetad 1917
- Vida kring jorden (1921 nr 552) bearbetad okänt årtal
- Vi tackar dig, o Herre Krist (1986 nr 502) bearbetad 1912 och 1934
- Vår Skapare, all världens Gud (1921 nr 610) skriven okänt årtal
- Välsignat är det hem förvisst (1937 nr 482 sen omarbetad till Välsigna, Herre, alla dem 1986 nr 294) översatt 1911 men omnämns inte längre i psalmboken
- Är än min röst som änglars tunga (1937 nr 415) skriven 1911
- Är Gud i himlen för mig (1986 nr 553) översatt 1911